# Херберт Вест–реаниматор
„Херберт Вест–реаниматор” (енгл. Herbert West–Reanimator) је приповетка америчког писца Хауарда Филипса Лавкрафта, написана између октобра 1921. и јуна 1922. и објављена у часопису Home Brew у наставцима између фебруара и јула 1922. године. Ова прича је била основа за хорор филм Реаниматор из 1985. и његове наставке, поред бројних других адаптација у разним медијима.
Ово је прва Лавкрафтова прича која помиње измишљени Универзитет Мискатоник. Такође садржи један од првих приказа зомбија као научно реанимираних лешева, животињског и неконтролисаног темперамента.

## Радња

### Из мрака
Приповедач препричава своју историју са насловним ликом, који је недавно нестао. Описује своје студије медицине на Универзитету Мискатоник, када је постао фасциниран Вестовим теоријама, које постулирају да је људско тело једноставно сложена, органска машина која се може „поново покренути”. Вест временом схвата да мора да експериментише на људима. Њих двојица краду залихе свог медицинског факултета и постављају своју лабораторију у напуштеној сеоској кући. Испрва плаћају групи људи да опљачкају гробове, али ниједан од експеримената се не показује као успешан. Вест и приповедач затим сами пљачкају гробове. Једне ноћи краду леш грађевинског радника који је тог јутра погинуо у несрећи. Односе га назад у кућу и убризгају Вестов серум, али ништа се не дешава. Касније се из собе у којој се налази леш чује нељудски врисак. Покренути инстинктом, они беже, а Вест случајно покрене пожар када се спотакне о фењер. Следећег дана новине извештавају да се на гробу у грнчарском пољу, насилно скрнављеном претходне ноћи, налазе трагови канџи звери.

### Демон куге
Неко време након пожара, Вестово истраживање је прекинуто када др Ален Холси, декан медицинског факултета, одбијe да му дозволи приступ људским лешевима или универзитетској лабораторији за дисекцију. Вест има среће, међутим, када избије епидемија тифуса, те су Вест и приповедач позвани да помогну многим жртвама на самрти. Вест почиње да убризгава својим пацијентима нови серум, који нема већег ефекта него да изазове отварање очију неких лешева. На крају, Холси подлеже тифусу и, као последњи чин поремећеног поштовања према свом бившем ривалу, Вест краде његов леш да би га реанимирао. Вест и приповедач носе Холсијев леш назад у Вестову собу у пансиону, где му убризгавају нови серум. Холси јесте реанимиран, али је, необјашњиво, мање интелигентан и насилнији од њиховог претходног експеримента. Након што онесвести Веста и приповедача, Холси креће у убилачки поход, нападајући и убијајући преко десетак људи пре него што га полиција ухапси. Убица људождер убрзо бива смештен у локалну менталну установу. Вест криви чињеницу да је прошло превише времена и да се Холсијев мозак покварио.

### Шест пуцњева на месечини
Сада већ лиценцирани лекари, Вест и приповедач заједно иду на праксу у мали град Болтон у Новој Енглеској, где купују кућу у близини локалног гробља да би имали лак приступ лешевима. Њих двојица експериментишу на неколико лешева са различитим исходима, али не постижу напредак. Још увек намеравајући да успешно реанимирају људско биће, они краду леш боксерског шампиона који је умро од задобијене ране на глави у илегалној уличној борби. Коцкари који су се кладили на борбу договарају се са Вестом да се реши леша, како не би били умешани у злочин. Вест и приповедач журно носе леш назад у лабораторију и убризгавају му још један нови серум. Када се ништа не деси, износе леш на ливаду и закопавају га. Неколико дана касније, по граду се јављају извештаји о несталом детету. Дететова мајка умире током напада хистерије због слабог срца, а отац покушава да убије Веста у налету беса јер Вест није могао да је спасе. Те ноћи, Вест и приповедач су запрепашћени агресивним лупањем на њихова задња врата. Отварајући врата, Вест и приповедач се суочавају лицем у лице са погрбљеним лешом боксера, прекривеним буђом и прљавштином, на задњем улазу. Из боксерових уста виси рука несталог детета. Скоро истог тренутка, Вест убија боксера испразнивши у њега цео револвер.

### Врисак мртвог
Неко време након што је Вест убио реанимираног боксера, приповедач се враћа са одмора да би открио савршено очуван леш човека у кући коју дели са Вестом. Вест објашњава да је током приповедачевог одсуства усавршио неку врсту течности за балзамовање која савршено чува леш у тренутку када се хемикалија убризгава у крвоток; убризгана у тачном тренутку смрти, хемикалија спречава чак и почетак распадања. Вест открива приповедачу да је мртвац трговац који је доживео срчани удар; пошто је човек умро пред Вестовим очима, овај је успео да га очува помоћу течности за балзамовање и чекао је да се приповедач врати како би њих двојица заједно реанимирали тело. Вест убризгава у леш свој најновији серум. Знаци живота постепено почињу да се појављују. Када приповедач почне да испитује леш, он изговара речи са привидном свешћу. Непосредно пре него што се човек врати мртвима, он почиње да вришти и силовито млати, откривајући ужасним вриском да га је у ствари Вест убио.

### Ужас из сенки
Пет година касније, Вест и приповедач виде Велики рат као средство за набавку више лешева. Служећи као лекар у Фландрији, Вест је отишао даље од идеје једноставног покушаја да реанимира лешеве; његови експерименти сада укључују изоловање делова тела и њихову независну реанимацију у покушају да докажу њихов квалитет као машина. На бојном пољу, Вест се спријатељује са својим командантом и колегом медицинаром, мајором сер Ериком Морлендом Клапам-Лијем, и дели са њим своје теорије и методе о реанимацији. Убрзо након тога, Клапам-Ли је скоро обезглављен и умире када му авион буде оборен. Вест одмах почиње да ради на Клапам-Лијевом лешу, убризгавајући серум у њега и стављајући главу у бачву. Леш оживљава и почиње силовито да удара, проживљавајући своје последње тренутке живота. Клапам-Лијева одсечена глава почиње да виче са друге стране собе. Зграду у којој се налазе тада уништава бомба. Вест и приповедач су преживели, али нема ни трага од Клапам-Лијеве главе или тела. Њих двојица претпостављају да је он уништен у експлозији, иако Вест од тада са страхом почиње да говори о безглавом доктору са моћима реанимације.

### Легије из гроба
Годину дана након повратка из рата, Вест се уселио у кућу која је директно повезана са древним системом катакомби из времена америчких досељеника. Док једне ноћи чита новине, Вест наилази на чланак у којем се детаљно описује низ чудних, наизглед бесмислених догађаја који укључују нереде у лудници. Човек воштане главе (Клапам-Ли), праћен групом следбеника узнемирујућег изгледа који су носили кутију, захтевали су да се на слободу пусте притворени убица „људождер” (Холси). Када им је захтев одбијен, одвели су га силом. Вест проводи остатак ноћи у скоро кататоничном стању док неко не дође на врата. Приповедач отвара врата и налази групу људи. Једна од фигура даје приповедачу велику кутију, коју он затим даје Весту. Вест одбија да отвори кутију и инсистира да је спале. Њих двојица је носе у подрум и спаљују. Чим кутија изгори, зомбији продиру кроз зид Вестове куће кроз катакомбе. Остављајући приповедача на миру, зомбији убрзо нападају Веста. Схвативши да је његова сопствена смрт неминовна, Вест дозвољава зомбијима да му изваде утробу. Као коначну увреду, Клапам-Ли обезглављује Вестов леш пре него што одведе своју војску зомбија у ноћ. Приповедач полицији не открива много о Весту, а они не верују информацијама које је он открио јер зид катакомбе делује нетакнут. Приповедача ови догађаји заувек прогоне и он није у стању да сазна шта се на крају десило са војском лешева.

## Ликови
- Херберт Вест — Проналазач специјалног раствора, или „реагенса”, који може да васкрсне мртве. Приказан је као бриљантан, нарцисоидан и интензивно вођен младић аморалне природе. Показало се да су његова ароганција и недостатак поштовања према животу (и смрти) његова пропаст. Иако је у стању да реанимира мртве, већина субјеката који су прошли процес реанимације постају насилни и, након неуспелих покушаја да се врате у сопствене гробове, изазивају нереде. Колеге студенти медицине су га одбацили јер је веровао да може да победи смрт, а имао је само једног пријатеља: неименованог приповедача. У филмској адаптацији из 1985. тумачио га је Џефри Кумс. Кумс је поновио улогу у два наставка, Реаниматорова невеста (1990) и Изван Реаниматора (2003). Године 2013, часопис Empire одабрао је Веста (кога је глумио Кумс) за 42. најбољег лика из хорор филма, описујући га као „једног од најбољих филмских лудих научника”.[3] Изван филмског серијала, овај лик се појављивао у стриповима, романима и видео-играма.
- Приповедач — Вестов једини пријатељ. Приповедач се у почетку спријатељи са Вестом на факултету са менталитетом обожавања, задивљен смелошћу Вестових експеримената. Временом, међутим, како Вестови експерименти постају све више морално осуђујући, а чини се да Вест губи интересовање за науку и уместо тога се препушта чистој перверзности, приповедач почиње да се плаши Веста и постаје његов роб, превише се плашећи да га напусти. У филмској адаптацији из 1985. лик се (наводно) зове Ден Кејн (глуми га Брус Абот).
- Ален Холси — Декан медицинског факултета Универзитета Мискатоник. Он не схвата озбиљно Вестове теорије о реанимацији и приповедач га карактерише као доброћудног старомодног човека затвореног ума. Доктор Холси умире од прекомерног рада током епидемије тифуса и бива хваљен као херој заједнице. Вест реанимира његово тело у знак поштовања, да убеди њега – и друге – у валидност својих теорија. Холси се, међутим, враћа у живот као неартикулисани, канибалистички зомби. Понашање оживљеног Холсија се погрешно сматра лудилом и он бива затворен у менталној установи.
- Ерик Морленд Клапам-Ли — Вестов и приповедачев командант током Првог светског рата. Пошто га приповедач не познаје баш добро, мало је информација дато о њему, осим што дели Вестову перверзну фасцинацију варањем смрти. Након што мајор Клапам-Ли погине приликом обарања његовог авиона, Вест одлучује да му „ода почаст” тако што ће му одсећи главу и покушати да му врати леш у живот. Експеримент даје супротне ефекте када обезглављени леш оживи, понављајући своје последње поступке пре него је што погинуо у авионској несрећи, а одсечена глава такође оживи вичући свом копилоту да „скочи”. Реанимирани мајор Клапам-Ли, који сада носи главу од воска и оригиналну главу у кутији, проводи наредну годину тражећи „преживеле” Вестове експерименте, које Вест није стигао убије, предводећи их у осветничком нападу на Веста. Вест је растрган, док му зомби Клапам-Ли одсеца главу, пошто је Вест узео његову.

## Инспирација
Према својим писмима, Лавкрафт је написао ову причу као пародију на роман Франкенштајн Мери Шели. Он прави бројне референце на Франкенштајна (чак наговештава поезију Самјуела Тејлора Колриџа, као што је Шели урадила).

## Пријем
Лавкрафт је тврдио да није био задовољан радом, као и да га је написао само зато што му је било плаћано пет долара за сваки наставак. Није му се свидео захтев да се сваки део завршава неизвесно и да почне рекапитулацијом претходног дела. Књига Научна фантастика: Ране године назвала је ову приповетку „бедним делом”. Брус Холенбек је прокоментарисао да: „'Херберт Вест−реаниматор' није једна од Лавкрафтових бољих прича; претерана је, клишеирана и упадљиво расистичка... Оно чега има у изобиљу је љубав према готичким хорор причама; на крају, прича је и омаж и љубазна пародија на Франкенштајна Мери Шели.” Лавкрафтов проучавалац С. Т. Џоши је тврдио да је ова приповетка „универзално призната као Лавкрафтово најслабије дело”.